# Ода Штаденская
Ода (нем. Oda) — немецкая принцесса, вероятно жена великого киевского князя Святослава Ярославича. В русскоязычной историографии она часто упоминается как Ода Штаденская. Её происхождение и идентификация мужа вызывало много споров в русской историографии.

## Биография
Главный источник об Оде — так называемые «Штаденские анналы», написанные северосаксонским хронистом Альбертом Штаденским в середине XIII века. В анналах в статье под 1112 годом указано, что матерью Оды была Ида из Эльсдорфа, которая была дочерью «брата императора Генриха III, а также дочерью сестры папы Льва, другое имя которого Брунон». Первого мужа Иды и отца Оды звали Липпольд, он был «сыном госпожи Глисмод». Также в анналах указано, что Ида была замужем ещё несколько раз. Одним из сыновей Иды был также Бурхард, настоятель соборного храма в Трире.
После долгих споров историки пришли к выводу, что отцом Иды был Людольф (ум. 1038), граф Брауншвейга, единоутробный брат императора Священной Римской империи Генриха III, а матерью — Гертруда, возможно, сестра папы Льва IX. Что касается первого мужа Иды и, соответственно, отца Оды, то в русской историографии долгое время превалировала версия, впервые выдвинутая Н. М. Карамзиным на основании труда Г. С. Тройера. По ней отцом Оды был Леопольд (ум. до 1055), граф Штаде. Данная версия была поддержана многими русскими историками. Благодаря этой версии за Одой в отечественной историографии закрепилось прозвание Штаденская. По другой гипотезе, выдвинутой К. Лехнером, Липпольд, отец Оды, отождествляется с маркграфом Венгерской марки Луитпольдом (Лютпольдом) (ум. 1043) из дома Бабенбергов, сыном маркграфа Австрии Адальберта. Эта версия была поддержана рядом немецких историков. В отечественной историографии её ввёл А. В. Назаренко.
О биографии самой Оды известно очень немного. Согласно «Штаденским анналам», она первоначально была монахиней в Ринтельне, откуда была выкуплена матерью в обмен на имение Штедедорф около Хеслингена. После этого Оду выдали замуж за «короля Руси». От этого брака родился сын, названный в анналах Вартеславом. После смерти мужа Ода вернулась в Саксонию, увезя с собой богатства мужа, которые по пути на родину вынуждена была закопать в тайном месте. В Саксонии Ода вторично вышла замуж, от этого брака родилась дочь Алиарина, у которой позже был сын по имени Бурхард, граф из Локкума. Вартеслав же, согласно анналам, вернулся на Русь, где правил вместо отца и перед смертью сумел вернуть спрятанные матерью деньги.
Много споров вызвала идентификация супруга Оды. Тройер отождествлял его с Всеволодом Ярославичем, князем Переяславским, а затем великим князем Киевским. Однако такая идентификация была отвергнута Н. М. Карамзиным, который считал мужем Оды смоленского князя Вячеслава Ярославича. По его мнению, имя «Вартеслав» было искажением отчества его сына, Бориса Вячеславича, погибшего в 1078 году в битве на Нежатиной Ниве. В пользу этой гипотезы говорил тот факт, что Борис появился на Руси уже достаточно взрослым. Также Карамзин предположил, что деньги, увезённые Одой после смерти мужа в Германию, помогли её сыну начать борьбу за власть на Руси.
Позже появились другие гипотезы. Основой для них послужило сообщение немецкого хрониста XI века Ламберта Херсфельдского, который под 1075 годом сообщает, что ко двору императора Генриха IV прибыл «король Руси» по имени Дмитрий, который попросил императора оказать ему помощь против изгнавшего его брата. Для переговоров на Русь было послано посольство, которое возглавил Бурхард, настоятель Трирской церкви. В качестве причины, по которой для этой миссии был выбран именно Бурхард, хронист указал, что мятежный брат «короля Руси» был женат на сестре Бурхарда. Это посольство было упомянуто под тем же 1075 годом в «Повести временных лет». «Королём Руси», упомянутым в этом сообщении, был Изяслав Ярославич (в крещении Дмитрий), а братом — Святослав Ярославич, до этого князь Черниговский. Поскольку Бурхард упоминается также в Штаденских анналах как брат Оды, то И. Л. Гебхарди сделал вывод о том, что именно Святослав Ярославич был мужем Оды. Эта версия впоследствии получила широкое распространение как в немецкой, так и в русской историографии и в настоящее время является превалирующей.
Главным недостатком этой версии является то, что в «Любецком синодике» жена Святослава названа Килликией. Кроме того, у Святослава известно 5 сыновей, в то время как у Оды от первого брака указан только один. Однако этим фактам было найдено объяснение. В «Изборнике 1073 года» есть миниатюра, на котором изображён князь Святослав, его жена и пятеро детей. Святослав и его дети названы поимённо, имени жены, правда, не сообщается, она названа просто «княгыня». При этом можно заметить, что Ярослав показан отдельно от братьев и значительно моложе их. Это объясняет то, что в «Повести Временных лет» Ярослав появляется значительно позже его братьев — первое упоминание относится только к 1096 году, в то время, как его старшие братья начинают упоминаться уже в 60-х годах. На основании этого рядом историков была выдвинута гипотеза, что Ярослав был сыном от второго брака, а на миниатюре изображена именно вторая жена. По мнению Назаренко, дополнительным доказательством этой версии служит то, что в «Любецком синодике» не упомянут Ярослав (в крещении Панкратий), хотя он занимал некоторое время Черниговский стол. Это могло быть связано именно с тем, что он родился от другого брака, причём из-за того, что Ода была расстриженной монахиней, составители синодика могли посчитать такой брак неканоническим.
Ещё одним доказательством того, что Святослав был женат дважды, служит известие из продолжения «Хроники» Германа из Райхенау (ум. 1054), написанного вскоре после 1102 года и долго считавшегося утраченным. В нём под 1072 годом сообщается о браке дочери графа Люпальда и Иды из Отерсберга, которую Назаренко отождествляет с Идой из Эльсдорфа, с «королём Руси», заключённом при посредничестве императора. Однако в статье под этим же годом упоминается смерть папы Александра II, который в действительности умер в 1073 году; кроме того, там встречаются также расхождения в датах других событий. Это позволило Назаренко сделать вывод о том, что указанная дата является приблизительной. Свадьбу Оды и Святослава он относит к 1070/1071 году. Поскольку у последнего к тому времени уже были сыновья, брак с Одой должен был быть вторым по счету. То, что в «Штаденских анналах» Ярослав, сын Оды, назван «Вартеславом», Назаренко объясняет искажением текста при передаче. В качестве примера подобного искажения он приводит искажение имени Ярослава Мудрого в латинской анонимной «Истории Норвегии», где Ярослав назван «Warerlafus».
Существует также версия, выдвинутая Н. А. Баумгартеном, который посчитал Оду, жену Святослава Ярославича, дочерью графа Этелера Белого, третьего мужа Иды из Эльсдорфа и возможного отца Бурхарда от гипотетического первого брака. По его мнению Ода, дочь Иды из Эльсдорфа, вышла замуж за рано умершего старшего сына Ярослава Мудрого — Владимира Ярославича (ум. 1052), князя Новгородского, а упомянутого в Штаденских анналах «Вартислава» он отождествляет с Ростиславом, родоначальником Галицких князей. Эту версию принимает часть историков.
Согласно гипотезе А. В. Назаренко, у Святослава от второго брака с Одой Штаденской была ещё дочь, выданная замуж в Византию. Дочь последней, внучка Святослава, в первой четверти XII века попала в плен к сельджукам и стала матерью султана Кылыч-Арслана II, который, как известно из западных источников, считал себя через свою русскую мать родственником немецких крестоносцев. После смерти Святослава в декабре 1076 года Ода вместе с сыном Ярославом была вынуждена бежать на родину. Согласно легенде, она унаследовала от мужа большие сокровища, но не смогла вывезти их все и большую часть спрятала. Позднее, вернувшись на Русь, их нашёл её сын Ярослав. По сообщениям европейских хроник, на родине Ода вышла замуж вторично. Дальнейшая судьба её неизвестна.